# Championnat de Bulgarie de football 1930
Navigation
Saison précédente Saison suivante
La saison 1930 du Championnat de Bulgarie de football était la 6e édition du championnat de première division en Bulgarie. Neuf clubs, représentant chacun une région de Bulgarie, prennent part à la compétition, qui se déroule sous forme de coupe avec match simple.
Le PFC Slavia Sofia remporte la compétition en battant en finale le SK Vladislav Varna. Il s'agit du 2e titre de champion de l'histoire du club.

## Les 9 clubs participants
| - PFC Slavia Sofia - Botev Plovdiv (tenant du titre) - SK Vladislav Varna - Slava Yambol - Rakovski Ruse | - Han Omurtag Shumen - Victoria 23 Vidin - Krakra Pernik - FC Etar Veliko Tarnovo |

## Compétition

### Premier tour
| Équipe 1               | Résultat | Équipe 2           |
| ---------------------- | -------- | ------------------ |
| SK Vladislav Varna     | 7 - 1    | Slava Yambol       |
| Rakovski Ruse          | 0 - 6    | Han Omurtag Shumen |
| FC Etar Veliko Tarnovo | 6 - 2    | Victoria 23 Vidin  |
| Krakra Pernik          | 0 - 4    | PFC Slavia Sofia   |

### Quarts de finale
| Équipe 1           | Résultat | Équipe 2               |
| ------------------ | -------- | ---------------------- |
| SK Vladislav Varna | 6 - 2    | Han Omurtag Shumen     |
| PFC Slavia Sofia   | 6 - 2    | FC Etar Veliko Tarnovo |

### Demi-finale
| Équipe 1         | Résultat | Équipe 2      |
| ---------------- | -------- | ------------- |
| PFC Slavia Sofia | 2 - 1    | Botev Plovdiv |

### Finale
| Équipe 1         | Résultat | Équipe 2           |
| ---------------- | -------- | ------------------ |
| PFC Slavia Sofia | 4 - 1    | SK Vladislav Varna |

## Bilan de la saison
| Championnat de Bulgarie de football 1930 |                             |
| Champion                                 | PFC Slavia Sofia (2e titre) |
| Promotions et relégations                |                             |
| Promus en A PFL                          | Aucun                       |
| Relégués en B PFL                        | Aucun                       |